# Pablo Picasso (singolo)
Pablo Picasso è un brano musicale scritto da Jonathan Richman per il gruppo proto-punk The Modern Lovers. La canzone fu registrata nel 1972 ai Whitney Studios di Los Angeles, e prodotta da John Cale, ma non venne pubblicata fino al 1976, quando fu inclusa nell'album The Modern Lovers. Nel 1977 uscì come singolo promozionale in Giappone come lato B di Roadrunner su etichetta Beserkley.

## Il brano
Il personaggio centrale della canzone è il celebre artista Pablo Picasso, suggerendo che, a differenza di molti altri, e nonostante la bassa statura e il non eccelso aspetto fisico, nessuna donna era in grado di resistergli. In un'intervista datata 1980, Richman dichiarò che per il pezzo si era ispirato alla propria esperienza adolescenziale con le donne.

## Tracce singolo
Beserkley – PA-205 (Giappone)
1. Roadrunner (Jonathan Richman) - 4:02
2. Pablo Picasso (Jonathan Richman) - 4:08

## Formazione[5]
- Jonathan Richman: chitarra solista, voce
- Ernie Brooks: seconda chitarra
- Jerry Harrison: basso
- David Robinson: batteria
- John Cale: pianoforte

## Cover
- 1975: John Cale sull'album Helen of Troy.
- 1979: Catholic Discipline sull'album Underground Babylon.
- 1984: Burning Sensations nella colonna sonora del film Repo Man - Il recuperatore.
- 1998: Television Personalities in Don't Cry Baby...It's Only a Movie.
- 2003: David Bowie, nel suo album Reality.
- 2007: John Cale, dal vivo sull'album Circus Live.
- 2007: Blue Peter, nell'album Burning Bridges, registrato dal vivo nel 1980.
- 2007: Four Year Beard nell'album Hero: The Main Man Records Tribute to David Bowie.
- 2012: The Tellers sul disco A Tribute to Repo Man.